# E314
La ruta europea E314 és una carretera que forma part de la Xarxa de carreteres europees. Comença a Lovaina (Bèlgica) i finalitza a Aix-la-Chapelle (Alemanya). Té una longitud d'aproximadament 125 km.